# راجه بازار
راجه بازار (به انگلیسی: Raja Bazaar) یک منطقهٔ مسکونی و مرکز خرید در پاکستان است که در منطقه پنجاب واقع شده‌است.